# Mistrovství světa v ledním hokeji 2008

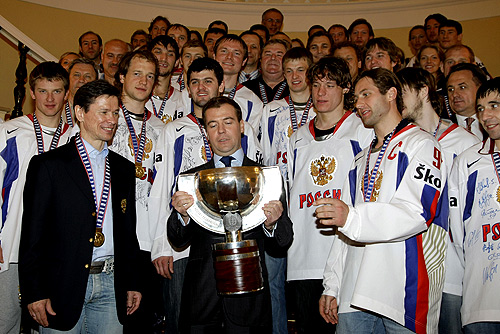
Dmitrij Medveděv s hokejovými mistry světa v roce 2008.

72. ročník Mistrovství světa v ledním hokeji probíhal ve dnech 2. – 18. května 2008, v roce 100. výročí založení IIHF, v kanadských městech Québec a Halifax. Bylo to od roku 1962, kdy byl hostitelem americký stát Colorado, první samostatné mistrovství světa konané mimo Evropu.
Tento turnaj sloužil také jako kvalifikace na Zimní olympijské hry 2010 ve Vancouveru. Devět nejlepších týmů v žebříčku IIHF po tomto turnaji se kvalifikovalo rovnou na ZOH v Kanadě (Vancouver). O zbývající tři pozice se další týmy utkaly v olympijské kvalifikaci.

## Stadiony
| Québec                         | Halifax                               |
| Colisée Pepsi Kapacita: 15 176 | Halifax Metro Centre Kapacita: 10 595 |
|                                |                                       |

## Mistři světa 2008 - týmRuska
Jevgenij Nabokov (B), Michail Birjukov (B), Alexandr Jerjomenko (B), Denis Grebeškov, Dmitrij Kalinin, Konstantin Kornějev, Daniil Markov, Andrej Markov, Ilja Nikulin, Vitalij Proškin, Fedor Tjutin, Dmitrij Vorobjov - Maxim Afinogenov, Sergej Fjodorov, Konstantin Gorovikov, Ilja Kovalčuk, Alexej Morozov, Sergej Mozjakin, Alexandr Ovečkin, Alexandr Radulov, Alexandr Sjomin, Maxim Sušinskij, Alexej Těreščenko, Danis Zaripov, Sergej Zinovjev

## Základní skupiny

### Skupina A
| P  | Tým       | Z | V | VP | PP | P | GV | GI | +/- | B |
| -- | --------- | - | - | -- | -- | - | -- | -- | --- | - |
| 1. | Švýcarsko | 3 | 3 | 0  | 0  | 0 | 10 | 4  | +6  | 9 |
| 2. | Švédsko   | 3 | 2 | 0  | 0  | 1 | 17 | 9  | +8  | 6 |
| 3. | Bělorusko | 3 | 1 | 0  | 0  | 2 | 9  | 9  | 0   | 3 |
| 4. | Francie   | 3 | 0 | 0  | 0  | 3 | 2  | 16 | -14 | 0 |

#### Zápasy skupiny A
Všechny časy jsou místní (UTC-4), tj. SELČ-6.
| 3. květen 2008 | Bělorusko | 5 – 6                 | Švédsko | Colisée Pepsi, Québec |
| 13:00          | Bělorusko | (1 - 2, 3 - 2, 1 - 2) | Švédsko |                       |

|  | | Souhrn zápasu | |                                                                           |
|  | --- | ------------- | --- | ------------------------------------------------------------------------- |
|  | 18. V. Kosťjučenok (S. Zadělenov) 23. S. Zadělenov (K. Kolcov) 24. A. Ugarov (A. Kulakov) 36. A. Žuryk (V. Denisov) 42. D. Meleško (V. Kosťjučenok) |               | 4. M. Johansson (N. Ekman) 13. N. Bäckström (D. Fernholm) 27. P. Hornquist (K. Jönsson) 38. R. Nilsson (N. Wallin) 44. P. Hörnquist (J. Andersson) 51. R. Wallin (N. Ekman) | Diváků: 9 204 Rozhodčí: Sami Partanen (Finsko) Jyri Petteri Ronn (Finsko) |

| 3. květen 2008 | Švýcarsko | 4 – 1                 | Francie | Colisée Pepsi, Québec |
| 19:00          | Švýcarsko | (2 - 0, 1 - 1, 1 - 0) | Francie |                       |

|  | | Souhrn zápasu |                                |                                                                     |
|  | --- | ------------- | ------------------------------ | ------------------------------------------------------------------- |
|  | 9. R. Wick (P. Bärtschi) 17. J. Sprunger (S. Jeannin) 24. P. Bärtschi (A. Ambühl) 41. R. Sannitz (T. Déruns) |               | 40. J. Desrosiers (Y. Treille) | Diváků: 9 367 Rozhodčí: Guy Pellerin (Kanada) Chris Savage (Kanada) |

| 5. květen 2008 | Švýcarsko | 2 – 1                 | Bělorusko | Colisée Pepsi, Québec |
| 13:00          | Švýcarsko | (1 - 0, 1 - 1, 0 - 0) | Bělorusko |                       |

|  |                                                         | Souhrn zápasu |                          |                                                                   |
|  | ------------------------------------------------------- | ------------- | ------------------------ | ----------------------------------------------------------------- |
|  | 14. J. Sprunger (T. Monnet) 35. J. Sprunger (T. Monnet) |               | 28. K. Kolcov (D. Dudik) | Diváků: 8 016 Rozhodčí: Rick Looker (USA) Peter Orság (Slovensko) |

| 5. květen 2008 | Švédsko | 9 – 0                 | Francie | Colisée Pepsi, Québec |
| 19:00          | Švédsko | (0 - 0, 4 - 0, 5 - 0) | Francie |                       |

|  | | Souhrn zápasu |  |                                                                         |
|  | --- | ------------- |  | ----------------------------------------------------------------------- |
|  | 29. T. Martensson (M. Wainhandl) 35. P. Hörnquist (F. Warg) 37. M. Weinhandl (K. Fabricius) 40. N. Wallin (T. Martensson) 45. N. Bäckström 48. A. Edler (K. Jönsson) 50. R. Nilsson (R. Wallin) 52. K. Jönsson (M. Weinhandl) 60. N. Bäckström (A. Edler) |               |  | Diváků: 8 845 Rozhodčí: Daniel Piechaczek (Německo) Thomas Sterns (USA) |

| 7. květen 2008 | Švédsko | 2 – 4                   | Švýcarsko | Colisée Pepsi, Québec |
| 13:00          | Švédsko | (1 - 2 , 0 - 0 , 1 - 2) | Švýcarsko |                       |

|  |                                                           | Souhrn zápasu | |                                                                          |
|  | --------------------------------------------------------- | ------------- | --------------------------------------------------------------------------------------------------- | ------------------------------------------------------------------------ |
|  | 11. F. Warg (T. Martensson) 60. P. Hornquist (R. Nilsson) |               | 1. T. Paterlini (P. DiPietro) 17. A. Ambühl (B. Forster) 46. T. Monnet (J. Sprunger) 60. B. Forster | Diváků: 7 939 Rozhodčí: Guy Pellerin (Kanada) Jyri Petteri Ronn (Finsko) |

| 7. květen 2008 | Francie | 1 – 3                   | Bělorusko | Colisée Pepsi, Québec |
| 19:00          | Francie | (1 - 1 , 0 - 1 , 0 - 1) | Bělorusko |                       |

|  |                             | Souhrn zápasu |                                                                                          |                                                                      |
|  | --------------------------- | ------------- | ---------------------------------------------------------------------------------------- | -------------------------------------------------------------------- |
|  | 20. O. Coqueux (S. Lacroix) |               | 13. A. Kaljužnyj (A. Kosticyn) 28. A. Ugarov (O. Leontěv) 60. A. Kosticyn (A. Kaljužnyj) | Diváků: 8 880 Rozhodčí: Sami Partanen (Finsko) Chris Savage (Kanada) |

### Skupina B
| P  | Tým       | Z | V | VP | PP | P | GV | GI | +/- | B |
| -- | --------- | - | - | -- | -- | - | -- | -- | --- | - |
| 1. | Kanada    | 3 | 3 | 0  | 0  | 0 | 17 | 5  | +12 | 9 |
| 2. | USA       | 3 | 2 | 0  | 0  | 1 | 13 | 6  | +7  | 6 |
| 3. | Lotyšsko  | 3 | 1 | 0  | 0  | 2 | 3  | 11 | -8  | 3 |
| 4. | Slovinsko | 3 | 0 | 0  | 0  | 3 | 2  | 13 | -11 | 0 |

#### Zápasy skupiny B
Všechny časy jsou místní (UTC-3), tj. SELČ-5.
| 2. květen 2008 | Kanada | 5 – 1                 | Slovinsko | Halifax Metro Centre, Halifax |
| 16:30          | Kanada | (1 - 0, 3 - 1, 1 - 0) | Slovinsko |                               |

|  | | Souhrn zápasu |                              |                                                                              |
|  | --- | ------------- | ---------------------------- | ---------------------------------------------------------------------------- |
|  | 4. D. Hamhuis (D. Heatley) 21. D. Heatley (R. Getzlaf) 31. M. St. Louis (E. Staal) 36. D. Heatley (R. Nash) 51. D. Heatley (R. Getzlaf) |               | 33. A. Kopitar (T. Razingar) | Diváků: 7 921 Rozhodčí: Vjačeslav Bulanov (Rusko) Alexander Poljakov (Rusko) |

| 2. květen 2008 | USA | 4 – 0                 | Lotyšsko | Halifax Metro Centre, Halifax |
| 20:15          | USA | (1 - 0, 2 - 0, 1 - 0) | Lotyšsko |                               |

|  | | Souhrn zápasu |  |                                                                      |
|  | --- | ------------- |  | -------------------------------------------------------------------- |
|  | 8. D. Brown (P. Kane) 29. P. Kane (P. Martin) 48. Z. Parise (D. Brown) 52. P. O'Sullivan (P. Mueller) |               |  | Diváků: 7 360 Rozhodčí: Milan Minář (Česko) Richard Schütz (Německo) |

| 4. květen 2008 | Lotyšsko | 0 – 7                 | Kanada | Halifax Metro Centre, Halifax |
| 16:30          | Lotyšsko | (0 - 3, 0 - 4, 0 - 0) | Kanada |                               |

|  |  | Souhrn zápasu | |                                                                              |
|  |  | ------------- | --- | ---------------------------------------------------------------------------- |
|  |  |               | 3. P. Sharp (J. Mayers) 4. M. Green (D. Heatley) 13. D. Heatley (R. Getzlaf) 22. R. Nash (D. Heatley) 22. M. St. Louis (J. Spezza) 23. Ch. Kunitz (D. Roy) 33. R. Nash (R. Getzlaf) | Diváků: 7 831 Rozhodčí: Danny Kurmann (Švýcarsko) Christer Larking (Švédsko) |

| 4. květen 2008 | USA | 5 – 1                 | Slovinsko | Halifax Metro Centre, Halifax |
| 20:15          | USA | (1 - 0, 2 - 1, 2 - 0) | Slovinsko |                               |

|  | | Souhrn zápasu |                              |                                                                              |
|  | --- | ------------- | ---------------------------- | ---------------------------------------------------------------------------- |
|  | 12. P. Kane (D. Brown) 27. P. Kessel (J. Wisniewski) 33. P. Kessel (P. Martin) 45. D. Booth (D. Stafford) 50. P. Kessel (A. Burrish) |               | 37. A. Kopitar (T. Razingar) | Diváků: 7 056 Rozhodčí: Brent Reiber (Švýcarsko) Marcus Vinnerborg (Švédsko) |

| 6. květen 2008 | Kanada | 5 – 4                 | USA | Halifax Metro Centre, Halifax |
| 16:30          | Kanada | (2 - 0, 1 - 2, 2 - 2) | USA |                               |

|  | | Souhrn zápasu | |                                                                              |
|  | --- | ------------- | --- | ---------------------------------------------------------------------------- |
|  | 9. B. Burns (E. Staal) 20. D. Heatley (R. Nash) 21. J. Toews (S. Doan) 44. D. Roy (Ch. Kunitz) 60. Dany Heatley (R. Getzlaf) |               | 21. Z. Parise (D. Brown) 24. P. O´Sullivan (D. Stafford) 46. D. Brown (P.O´Sullivan) 47. J. Pominville (P. Kessel) | Diváků: 9 192 Rozhodčí: Vjačeslav Bulanov (Rusko) Christer Larking (Švédsko) |

| 6. květen 2008 | Slovinsko | 0 – 3                 | Lotyšsko | Halifax Metro Centre, Halifax |
| 20:15          | Slovinsko | (0 - 0, 0 - 2, 0 - 1) | Lotyšsko |                               |

|  |  | Souhrn zápasu |                                                                           |                                                                             |
|  |  | ------------- | ------------------------------------------------------------------------- | --------------------------------------------------------------------------- |
|  |  |               | 31. A. Niživijs 32. A. Širokovs (J. Sprukts) 60. A. Širokovs (M. Cipulis) | Diváků: 7 806 Rozhodčí: Alexander Poljakov (Rusko) Brent Reiber (Švýcarsko) |

### Skupina C
| P  | Tým       | Z | V | VP | PP | P | GV | GI | +/- | B |
| -- | --------- | - | - | -- | -- | - | -- | -- | --- | - |
| 1. | Finsko    | 3 | 2 | 1  | 0  | 0 | 11 | 5  | +6  | 8 |
| 2. | Norsko    | 3 | 1 | 0  | 1  | 1 | 6  | 10 | -4  | 4 |
| 3. | Německo   | 3 | 1 | 0  | 0  | 2 | 7  | 10 | -3  | 3 |
| 4. | Slovensko | 3 | 1 | 0  | 0  | 2 | 9  | 8  | +1  | 3 |

#### Zápasy skupiny C
Všechny časy jsou místní (UTC-3), tj. SELČ-5.
| 3. květen 2008 | Německo | 1 – 5                 | Finsko | Halifax Metro Centre, Halifax |
| 16:30          | Německo | (0 - 0, 1 - 2, 0 - 3) | Finsko |                               |

|  |                            | Souhrn zápasu | |                                                                                |
|  | -------------------------- | ------------- | --- | ------------------------------------------------------------------------------ |
|  | 33. F. Busch (Ch. Schmidt) |               | 22. M. Koivu (J. Niskala) 28. O. Jokinen (H. Hyvönen) 41. M. Koivu 43. H. Hyvönen (N. Kapanen) 53. T. Selänne (O. Jokinen) | Diváků: 7 658 Rozhodčí: Christer Larking (Švédsko) Marcus Vinnerborg (Švédsko) |

| 3. květen 2008 | Slovensko | 5 – 1                 | Norsko | Halifax Metro Centre, Halifax |
| 20:15          | Slovensko | (1 - 0, 2 - 1, 2 - 0) | Norsko |                               |

|  | | Souhrn zápasu |                              |                                                                            |
|  | --- | ------------- | ---------------------------- | -------------------------------------------------------------------------- |
|  | 10. T. Melichárek 21. J. Kolník (M. Hossa) 28. R. Petrovický (J. Kolník) 41. M. Hossa (R. Petrovický) 59. P. Podhradský (P. Hůževka) |               | 29. M. Olimb (A. Bastiansen) | Diváků: 7 096 Rozhodčí: Danny Kurmann (Švýcarsko) Brent Reiber (Švýcarsko) |

| 5. květen 2008 | Finsko | 3 – 2 po prodloužení         | Norsko | Halifax Metro Centre, Halifax |
| 16:30          | Finsko | (2 - 2, 0 - 0, 0 - 0, 1 - 0) | Norsko |                               |

|  |                                                                                 | Souhrn zápasu |                                                   |                                                                       |
|  | ------------------------------------------------------------------------------- | ------------- | ------------------------------------------------- | --------------------------------------------------------------------- |
|  | 2. J. Jokinen (N. Kapanen) 17. V. Peltonen (T. Selänne) 63. T. Ruutu (M. Koivu) |               | 5. M. Ask (M. Roymark) 20. A. Bastiansen (M. Ask) | Diváků: 7 190 Rozhodčí: Milan Minář (Česko) Richard Schuetz (Německo) |

| 5. květen 2008 | Slovensko | 2 – 4                 | Německo | Halifax Metro Centre, Halifax |
| 20:15          | Slovensko | (0 - 2, 1 - 1, 1 - 1) | Německo |                               |

|  |                                                            | Souhrn zápasu | |                                                                              |
|  | ---------------------------------------------------------- | ------------- | --- | ---------------------------------------------------------------------------- |
|  | 30. I. Čiernik (L. Višňovský) 60. J. Kolník (L. Višňovský) |               | 7. M. Sturm (F. Busch) 16. S. Ustorf (Ch. Schmidt) 39. M. Hackert (P. Gogulla) 49. M. Hackert (P. Gogulla) | Diváků: 7 855 Rozhodčí: Alexander Poljakov (Rusko) Vjačeslav Bulanov (Rusko) |

| 7. květen 2008 | Finsko | 3 – 2                 | Slovensko | Halifax Metro Centre, Halifax |
| 16:30          | Finsko | (2 - 2, 1 - 0, 0 - 0) | Slovensko |                               |

|  |                                                                                 | Souhrn zápasu |                                                        |                                                                               |
|  | ------------------------------------------------------------------------------- | ------------- | ------------------------------------------------------ | ----------------------------------------------------------------------------- |
|  | 3. N. Kapanen (A. Niemi) 13. T. Ruutu (J. Jokinen) 26. T. Selänne (V. Peltonen) |               | 14. R. Petrovický (M. Hossa) 19. M. Kováčik (P. Fabuš) | Diváků: 7 262 Rozhodčí: Danny Kurmann (Švýcarsko) Marcus Vinnerborg (Švédsko) |

| 7. květen 2008 | Norsko | 3 – 2                 | Německo | Halifax Metro Centre, Halifax |
| 20:15          | Norsko | (0 - 1, 1 - 1, 2 - 0) | Německo |                               |

|  |                                                                         | Souhrn zápasu |                                                    |                                                                      |
|  | ----------------------------------------------------------------------- | ------------- | -------------------------------------------------- | -------------------------------------------------------------------- |
|  | 35. M. Holtet (M. Trygg) 45. M. Aasen (M. Hansen) 56. M. Ask (M. Trygg) |               | 7. M. Sturm (F. Busch) 25. P. Gogulla (M. Hackert) | Diváků: 7 414 Rozhodčí: Milan Minář (Česko) Brent Reiber (Švýcarsko) |

### Skupina D
| P  | Tým    | Z | V | VP | PP | P | GV | GI | +/- | B |
| -- | ------ | - | - | -- | -- | - | -- | -- | --- | - |
| 1. | Rusko  | 3 | 2 | 1  | 0  | 0 | 16 | 6  | +10 | 8 |
| 2. | Česko  | 3 | 2 | 0  | 1  | 0 | 16 | 9  | +7  | 7 |
| 3. | Dánsko | 3 | 1 | 0  | 0  | 2 | 9  | 11 | -2  | 3 |
| 4. | Itálie | 3 | 0 | 0  | 0  | 3 | 5  | 20 | -15 | 0 |

#### Zápasy skupiny D
Všechny časy jsou místní (UTC-4), tj. SELČ-6.
| 2. květen 2008 | Dánsko | 2 – 5                 | Česko | Colisée Pepsi, Québec |
| 13:00          | Dánsko | (2 - 2, 0 - 2, 0 - 1) | Česko |                       |

|  |                                          | Souhrn zápasu | |                                                               |
|  | ---------------------------------------- | ------------- | --- | ------------------------------------------------------------- |
|  | 1. S. Lassen (J. Damgaard) 19. J. Hansen |               | 8. R. Vrbata (T. Kaberle) 14. A. Kotalík (R. Vrbata) 25. R. Vrbata (T. Fleischmann) 32. Z. Irgl 51. J. Hejda (M. Hanzal) | Diváků: 8 369 Rozhodčí: Rick Looker (USA) Thomas Sterns (USA) |

| 2. květen 2008 | Rusko | 7 – 1                 | Itálie | Colisée Pepsi, Québec |
| 19:00          | Rusko | (1 - 0, 5 - 0, 1 - 1) | Itálie |                       |

|  | | Souhrn zápasu |                            |                                                                              |
|  | --- | ------------- | -------------------------- | ---------------------------------------------------------------------------- |
|  | 5. A. Sjomin (D. Grebeškov) 24. A. Ovečkin (A. Sjomin) 30. A. Morozov (I. Kovalčuk) 31. A. Těreščenko (M. Afinogenov) 32. A. Sjomin (D. Grebeškov) 37. M. Sušinskij (K. Gorovikov) 56. D. Zaripov (S. Zinovjev) |               | 52. J. Cirone (P. Iannone) | Diváků: 11 074 Rozhodčí: Peter Orság (Slovensko) Daniel Piechaczek (Německo) |

| 4. květen 2008 | Česko | 4 – 5 po prodloužení         | Rusko | Colisée Pepsi, Québec |
| 13:00          | Česko | (2 - 2, 1 - 1, 1 - 1, 0 - 1) | Rusko |                       |

|  | | Souhrn zápasu | |                                                                      |
|  | --- | ------------- | --- | -------------------------------------------------------------------- |
|  | 10. P. Eliáš (J. Hlinka) 13. A. Kotalík (T. Fleischmann) 34. P. Eliáš (M. Židlický) 43. P. Eliáš (J. Hlinka) |               | 4. S. Zinovjev (A. Morozov) 20. K. Gorovikov (D. Vorobjov) 28. A. Morozov (D. Markov) 47. K. Kornějev (A. Sjomin) 64. A. Morozov (S. Zinovjev) | Diváků: 13 109 Rozhodčí: Guy Pellerin (Kanada) Chris Savage (Kanada) |

| 4. květen 2008 | Itálie | 2 – 6                 | Dánsko | Colisée Pepsi, Québec |
| 19:00          | Itálie | (0 - 3, 1 - 1, 1 - 2) | Dánsko |                       |

|  |                                                               | Souhrn zápasu | |                                                                           |
|  | ------------------------------------------------------------- | ------------- | --- | ------------------------------------------------------------------------- |
|  | 38. J. Cirone (G. Scandella) 48. N. Fontanive (A. Signoretti) |               | 4. M. Green (K. Staal) 9. K. Staal (L. Eller) 11. J. Hansen (M. Green) 24. D. Nielsen (M. Green) 51. J. Damgaard (M. Dahlmann) 57. K. Dang (Ch. Kjaergaard) | Diváků: 6 838 Rozhodčí: Sami Partanen (Finsko) Jyri Petteri Ronn (Finsko) |

| 6. květen 2008 | Rusko | 4 – 1                 | Dánsko | Colisée Pepsi, Québec |
| 13:00          | Rusko | (1 - 0, 2 - 0, 1 - 1) | Dánsko |                       |

|  | | Souhrn zápasu |                         |                                                                       |
|  | --- | ------------- | ----------------------- | --------------------------------------------------------------------- |
|  | 11. M. Afinogenov (D. Grebeškov) 28. A. Ovečkin (S. Fjodorov) 30. S. Fjodorov (K. Kornějev) 43. K. Gorovikov (S. Mozjakin) |               | 58. K. Staal (L. Eller) | Diváků: 8 609 Rozhodčí: Rick Looker (USA) Daniel Piechaczek (Německo) |

| 6. květen 2008 | Česko | 7 – 2                 | Itálie | Colisée Pepsi, Québec |
| 19:00          | Česko | (2 - 2, 4 - 0, 1 - 0) | Itálie |                       |

|  | | Souhrn zápasu |                                           |                                                                      |
|  | --- | ------------- | ----------------------------------------- | -------------------------------------------------------------------- |
|  | 1. M. Erat (P. Eliáš) 5. R. Vrbata 22. M. Židlický (M. Erat) 31. R. Vrbata (T. Fleischmann) 39. P. Eliáš (T. Kaberle) 40. F. Kuba (Z. Irgl) 44. J. Hlinka (M. Erat) |               | 1. L. Ansoldi 4. N. Fontanive (A. Helfer) | Diváků: 7 517 Rozhodčí: Peter Ország (Slovensko) Thomas Sterns (USA) |

## Osmifinálové skupiny

### Skupina E
| P  | Tým       | Z | V | VP | PP | P | GV | GI | +/- | B  |
| -- | --------- | - | - | -- | -- | - | -- | -- | --- | -- |
| 1. | Rusko     | 5 | 3 | 2  | 0  | 0 | 21 | 13 | +8  | 13 |
| 2. | Česko     | 5 | 2 | 1  | 1  | 1 | 20 | 14 | +6  | 9  |
| 3. | Švédsko   | 5 | 3 | 0  | 0  | 2 | 23 | 16 | +7  | 9  |
| 4. | Švýcarsko | 5 | 3 | 0  | 0  | 2 | 16 | 15 | +1  | 9  |
| 5. | Bělorusko | 5 | 0 | 0  | 3  | 2 | 13 | 18 | -5  | 3  |
| 6. | Dánsko    | 5 | 0 | 1  | 0  | 4 | 9  | 26 | -17 | 2  |

- O pořadí na 2. - 4. místě rozhodla minitabulka vzájemných zápasů.[1]

#### Zápasy skupiny E
Všechny časy jsou místní (UTC-4), tj. SELČ-6.
| 8. květen 2008 | Švédsko | 8 – 1                 | Dánsko | Colisée Pepsi, Québec |
| 15:00          | Švédsko | (2 - 0, 2 - 0, 4 - 1) | Dánsko |                       |

|  | | Souhrn zápasu |                         |                                                                        |
|  | --- | ------------- | ----------------------- | ---------------------------------------------------------------------- |
|  | 9. K. Jönsson (M. Weinhandl) 16. M. Nilsson (K. Jönsson) 36. T. Martensson (M. Weinhandl) 37. A. Strålman 41. K. Fabricius (N. Bäckström) 42. M. Weinhandl (T. Martensson) 44. R. Wallin (M. Nilson) 51. T. Martensson (M. Weinhandl) |               | 55. K. Deng (S. Lassen) | Diváků: 7 327 Rozhodčí: Peter Ország (Slovensko) Guy Pellerin (Kanada) |

| 8. květen 2008 | Švýcarsko | 0 – 5                 | Česko | Colisée Pepsi, Québec |
| 19:00          | Švýcarsko | (0 - 1, 0 - 3, 0 - 1) | Česko |                       |

|  |  | Souhrn zápasu | |                                                                       |
|  |  | ------------- | --- | --------------------------------------------------------------------- |
|  |  |               | 20. M. Erat (T. Rolinek) 35. T. Kaberle (P. Eliáš) 36. P. Eliáš (M. Erat) 40. T. Fleischmann 59. J. Novotný (L. Kohn) | Diváků: 9 603 Rozhodčí: Rick Looker (USA) Daniel Piechaczek (Německo) |

| 9. květen 2008 | Rusko | 4 – 3 po nájezdech           | Bělorusko | Colisée Pepsi, Québec |
| 13:00          | Rusko | (0 - 2, 1 - 0, 2 - 1, 0 - 0) | Bělorusko |                       |

|  | | Souhrn zápasu |                                                                           |                                                                   |
|  | --- | ------------- | ------------------------------------------------------------------------- | ----------------------------------------------------------------- |
|  | 24. M. Afinogenov (V. Proškin) 48. A. Ovečkin (A. Sjomin) 54. M. Afinogenov (A. Ovečkin) Rozhodující nájezd: A. Morozov |               | 8. A. Michalev (M. Grabovskij) 12. D. Dudik 57. A. Ugarov (M. Grabovskij) | Diváků: 8 031 Rozhodčí: Sami Partanen (Finsko) Jyri Rönn (Finsko) |

| 10. květen 2008 | Česko | 3 – 2 po nájezdech           | Bělorusko | Colisée Pepsi, Québec |
| 12:30           | Česko | (0 - 1, 1 - 0, 1 - 1, 0 - 0) | Bělorusko |                       |

|  |                                                                                      | Souhrn zápasu |                                                       |                                                                          |
|  | ------------------------------------------------------------------------------------ | ------------- | ----------------------------------------------------- | ------------------------------------------------------------------------ |
|  | 37. T. Rolinek (Z. Irgl) 54. A. Kotalík (T. Plekanec) Rozhodující nájezd: A. Kotalík |               | 19. J. Čupris (R. Salej) 50. A. Kosticyn (V. Denisov) | Diváků: 8 504 Rozhodčí: Guy Pellerin (Kanada) Jyri Petteri Ronn (Finsko) |

| 10. květen 2008 | Rusko | 3 – 2                 | Švédsko | Colisée Pepsi, Québec |
| 16:30           | Rusko | (0 - 1, 1 - 1, 2 - 0) | Švédsko |                       |

|  |                                                                                    | Souhrn zápasu |                                                                |                                                                               |
|  | ---------------------------------------------------------------------------------- | ------------- | -------------------------------------------------------------- | ----------------------------------------------------------------------------- |
|  | 33. A. Sjomin (A. Ovečkin) 45. S. Fjodorov (D. Zaripov) 60. A. Ovečkin (A. Sjomin) |               | 8. M. Weinhandl (T. Martensson) 40. T. Martensson (J. Frögren) | Diváků: 12 665 Rozhodčí: Peter Orszag (Slovensko) Daniel Piechaczek (Německo) |

| 11. květen 2008 | Dánsko | 2 – 7                 | Švýcarsko | Colisée Pepsi, Québec |
| 13:00           | Dánsko | (0 - 2, 0 - 3, 2 - 2) | Švýcarsko |                       |

|  |                                           | Souhrn zápasu | |                                                                           |
|  | ----------------------------------------- | ------------- | --- | ------------------------------------------------------------------------- |
|  | 44. M. Madsen (A. Andreasen) 46. K. Staal |               | 3. A. Ambühl 4. T. Déruns (J. Vauclair) 22. M. Reichert (S. Blindenbacher) 32. T. Paterlini (P. Di Pietro) 34. P. Di Pietro (T. Paterlini) 42. P. Furrer (R. Sannitz) 47. B. Forster (G. Bezina) | Diváků: 8 338 Rozhodčí: Chris Savage (Kanada) Daniel Piechaczek (Německo) |

| 11. květen 2008 | Švédsko | 5 – 3                 | Česko | Colisée Pepsi, Québec |
| 19:00           | Švédsko | (0 - 0, 2 - 2, 3 - 1) | Česko |                       |

|  | | Souhrn zápasu |                                                                                 |                                                                      |
|  | --- | ------------- | ------------------------------------------------------------------------------- | -------------------------------------------------------------------- |
|  | 27. A. Strålman 34. M. Nilson (N. Ekman) 42. M. Weinhandl (T. Martensson) 56. P. Hörnquist (R. Nilsson) 60. M. Nilson |               | 32. P. Eliáš (M. Erat) 39. A. Kotalík (P. Eliáš) 50. T. Fleischmann (J. Hlinka) | Diváků: 8 000 Rozhodčí: Sami Partanen (Finsko) Guy Pellerin (Kanada) |

| 12. květen 2008 | Švýcarsko | 3 – 5                 | Rusko | Colisée Pepsi, Québec |
| 13:00           | Švýcarsko | (0 - 3, 0 - 1, 3 - 1) | Rusko |                       |

|  |                                                                     | Souhrn zápasu | |                                                                      |
|  | ------------------------------------------------------------------- | ------------- | --- | -------------------------------------------------------------------- |
|  | 41. R. Sannitz (B. Forster) 46. J. Vauclair 59. R. Lemm (A. Ambühl) |               | 16. D. Kalinin (D. Zaripov) 18. A. Ovečkin (I. Kovalčuk) 19. M. Sušinskij (K. Gorovikov) 31. S. Fjodorov (A. Ovečkin) 58. M. Sušinskij | Diváků: 8 286 Rozhodčí: Rick Looker (USA) Jyri Petteri Ronn (Finsko) |

| 12. květen 2008 | Bělorusko | 2 - 3 v prodl.               | Dánsko | Colisée Pepsi, Québec |
| 19:00           | Bělorusko | (0 - 0, 0 - 1, 2 - 1, 0 - 1) | Dánsko |                       |

|  |                                                             | Souhrn zápasu |                                                             |                                                                      |
|  | ----------------------------------------------------------- | ------------- | ----------------------------------------------------------- | -------------------------------------------------------------------- |
|  | 56. A. Ugarov (M. Grabovskij) 58. D. Meleško (S. Zadělenov) |               | 24. K. Staal (M. Green) 60. P. Regin (M. Green) 63 P. Regin | Diváků: 8 517 Rozhodčí: Peter Orszag (Slovensko) Thomas Sterns (USA) |

### Skupina F
| P  | Tým      | Z | V | VP | PP | P | GV | GI | +/- | B  |
| -- | -------- | - | - | -- | -- | - | -- | -- | --- | -- |
| 1. | Kanada   | 5 | 5 | 0  | 0  | 0 | 30 | 9  | +21 | 15 |
| 2. | Finsko   | 5 | 3 | 1  | 0  | 1 | 16 | 12 | +8  | 11 |
| 3. | USA      | 5 | 3 | 0  | 0  | 2 | 25 | 13 | +12 | 9  |
| 4. | Norsko   | 5 | 1 | 0  | 1  | 3 | 8  | 20 | -12 | 4  |
| 5. | Německo  | 5 | 1 | 0  | 0  | 4 | 13 | 27 | -14 | 3  |
| 6. | Lotyšsko | 5 | 1 | 0  | 0  | 4 | 8  | 19 | -11 | 3  |

#### Zápasy skupiny F
Všechny časy jsou místní (UTC-3), tj. SELČ-5.
| 8. květen 2008 | Kanada | 2 – 1                 | Norsko | Halifax Metro Centre, Halifax |
| 16:30          | Kanada | (1 - 0, 0 - 1, 1 - 0) | Norsko |                               |

|  |                                              | Souhrn zápasu |               |                                                                               |
|  | -------------------------------------------- | ------------- | ------------- | ----------------------------------------------------------------------------- |
|  | 10. M. Green (D. Roy) 57. R. Nash (M. Green) |               | 34. M. Hansen | Diváků: 7 380 Rozhodčí: Danny Kurmann (Švýcarsko) Marcus Vinnerborg (Švédsko) |

| 8. květen 2008 | USA | 6 – 4                 | Německo | Halifax Metro Centre, Halifax |
| 20:15          | USA | (3 - 2, 1 - 1, 2 - 1) | Německo |                               |

|  | | Souhrn zápasu | |                                                                              |
|  | --- | ------------- | --- | ---------------------------------------------------------------------------- |
|  | 1. Z. Parise (P. Martin) 3. P. O´Sullivan (D. Backes) 3. J. Wisniewski (D. Stafford) 27. J. Pominville (P. Kane) 52. Z. Parise (P. Kane) 60. D. Brown (Z. Parise) |               | 15. M. Hackert (M. Wolf) 18. Ch. Schmidt (Y. Seidenberg 31. F. Busch (Ch. Schmidt) 45. M. Bakos (Ch. Ullmann) | Diváků: 7 352 Rozhodčí: Vjačeslav Bulanov (Rusko) Alexander Poljakov (Rusko) |

| 9. květen 2008 | Finsko | 2 – 1                 | Lotyšsko | Halifax Metro Centre, Halifax |
| 12:30          | Finsko | (0 - 1, 1 - 0, 1 - 0) | Lotyšsko |                               |

|  |                                                             | Souhrn zápasu |                            |                                                                             |
|  | ----------------------------------------------------------- | ------------- | -------------------------- | --------------------------------------------------------------------------- |
|  | 30. A. Pihlström (J. Niskala) 51. N. Kapanen (A. Pihlström) |               | 2. L. Daržins (M. Redlihs) | Diváků: 7 215 Rozhodčí: Alexander Poljakov (Rusko) Brent Reiber (Švýcarsko) |

| 10. květen 2008 | Německo | 1 – 10                | Kanada | Halifax Metro Centre, Halifax |
| 16:30           | Německo | (0 - 4, 0 - 5, 1 - 1) | Kanada |                               |

|  |                | Souhrn zápasu | |                                                                            |
|  | -------------- | ------------- | --- | -------------------------------------------------------------------------- |
|  | 49. F. Hördler |               | 6. J. Spezza (J. Chimera) 14. D. Heatley (D. Hamhuis) 17. E. Staal (M. St. Louis) 20. P. Sharp (E. Staal) 24. E. Staal (M. Green) 29. E. Staal (M. St. Louis) 33. D. Roy (S. Doan) 36. E. Staal (M. St. Louis) 39. J. Mayers 42. M. Green (M. St. Louis) | Diváků: 9182 Rozhodčí: Danny Kurmann (Švýcarsko) Vjačeslav Bulanov (Rusko) |

| 11. květen 2008 | Norsko | 1 – 4                 | Lotyšsko | Halifax Metro Centre, Halifax |
| 12:30           | Norsko | (1 - 2, 0 - 1, 0 - 1) | Lotyšsko |                               |

|  |                                 | Souhrn zápasu | |                                                                             |
|  | ------------------------------- | ------------- | --- | --------------------------------------------------------------------------- |
|  | 13. L. E. Spets (A. Bastiansen) |               | 12. M. Cipulis (J. Sprukts) 18. H. Vasiljevs (M. Karsums) 23. M. Redlihs (A. Berzinš) 60. L. Daržins (G. Pujacs) | Diváků: 9 017 Rozhodčí: Alexander Poljakov (Rusko) Brent Reiber (Švýcarsko) |

| 11. květen 2008 | Finsko | 3 – 2                 | USA | Halifax Metro Centre, Halifax |
| 16:30           | Finsko | (0 - 0, 0 - 2, 3 - 0) | USA |                               |

|  |                                                                               | Souhrn zápasu |                                                      |                                                                              |
|  | ----------------------------------------------------------------------------- | ------------- | ---------------------------------------------------- | ---------------------------------------------------------------------------- |
|  | 43. V. Koistinen (S. Koivu) 51. T. Selänne (S. Koivu) 57. M. Koivu (T. Ruutu) |               | 22. T. Gilbert (P. Kessel) 40. P. Kessel (P. Martin) | Diváků: 8 867 Rozhodčí: Vjačeslav Bulanov (Rusko) Alexander Poljakov (Rusko) |

| 12. květen 2008 | USA | 9 – 1                 | Norsko | Halifax Metro Centre, Halifax |
| 12:30           | USA | (3 - 0, 3 - 1, 3 - 0) | Norsko |                               |

|  | | Souhrn zápasu |                          |                                                                             |
|  | --- | ------------- | ------------------------ | --------------------------------------------------------------------------- |
|  | 12. B. Dubinsky (A. Burish) 13. D. Brown 20. P. Kane (D. Brown) 26. B. Dubinsky (J. Leopold) 32. P. Martin (P. Mueller) 33. Z. Parise (P. O´Sullivan) 43. D. Brown (K. Ballard) 46. P. Kessel (P. Kane) 52. B. Dubinsky (T. Gilbert) |               | 29. M. Trygg (M. Hoffet) | Diváků: 8 490 Rozhodčí: Brent Reiber (Švýcarsko) Alexander Poljakov (Rusko) |

| 12. květen 2008 | Kanada | 6 - 3                 | Finsko | Halifax Metro Centre, Halifax |
| 16:30           | Kanada | (2 - 1, 2 - 0, 2 - 2) | Finsko |                               |

|  | | Souhrn zápasu |                                                                     |                                                                                |
|  | --- | ------------- | ------------------------------------------------------------------- | ------------------------------------------------------------------------------ |
|  | 1. R. Getzlaf (B. Burns) 10. S. Doan (C. Kunitz) 31. D. Heatley (R. Getzlaf) 39. P. Sharp (J. Mayers) 42. S. Doan (J. Toews) 59. D. Heatley (R. Nash) |               | 6. A. Pihlström 49. A. Pihlström (M. Koivu) 60. T. Ruutu (M. Koivu) | Diváků: 9 178 Rozhodčí: Christer Larking (Švédsko) Marcus Vinnerborg (Švédsko) |

| 12. květen 2008 | Lotyšsko | 3 - 5                 | Německo | Halifax Metro Centre, Halifax |
| 20:15           | Lotyšsko | (1 - 1, 2 - 1, 0 - 3) | Německo |                               |

|  |                                                                           | Souhrn zápasu | |                                                                      |
|  | ------------------------------------------------------------------------- | ------------- | --- | -------------------------------------------------------------------- |
|  | 6. H. Vasiļjevs (M. Karsums) 26. M. Redlihs 32. M. Karsums (H. Vasiļjevs) |               | 19. C. Schmidt (C. Ullman) 28. M. Wolf (C. Schubert) 48. C. Schubert (F. Busch) 51. D. Seidenberg (C. Ullman) 53. C. Ullman (S. Felski) | Diváků: 8 614 Rozhodčí: Dany Kurmann (Švýcarsko) Milan Minář (Česko) |

## Play out
O udržení se hrálo ze vzdálenostních důvodů na dva vítězné zápasy.

### Série A4 - D4
Všechny časy jsou místní (UTC-4), tj. SELČ-6.
| 9. květen 2008 | Francie | 3 – 2                 | Itálie | Colisée Pepsi, Québec |
| 19:00          | Francie | (1 - 1, 1 - 0, 1 - 1) | Itálie |                       |

|  |                                                                            | Souhrn zápasu |                                                        |                                                                   |
|  | -------------------------------------------------------------------------- | ------------- | ------------------------------------------------------ | ----------------------------------------------------------------- |
|  | 10.Y. Treille (V. Bachet) 40.B. Amar (J. Zwikel) 52.S. Bordeleau (B. Amar) |               | 8.J. Pittis (Ch. Borgatello) 60.A. Helfer (P. Iannone) | Diváků: 8 140 Rozhodčí: Chris Savage (Kanada) Thomas Sterns (USA) |

| 10. květen 2008 | Itálie | 4 – 6                 | Francie | Colisée Pepsi, Québec |
| 20:15           | Itálie | (1 - 2, 1 - 1, 2 - 3) | Francie |                       |

|  | | Souhrn zápasu | |                                                                  |
|  | --- | ------------- | --- | ---------------------------------------------------------------- |
|  | 3. J. Cirone 27. A. Signoretti (J. Cirone) 45. P. Iannaone (P. Bustreo) 57. J. Pittis (M. Chitarroni) |               | 9. B. Amar (S. Bordeleau) 15. Y. Treille (B. Amar) 25. J. Zwikel (J. Desrosiers) 42. J. Desrosiers 46. Y. Treille (F. Rozenthal) 52. S. Bordeleau | Diváků: 7 649 Rozhodčí: Rick Looker (USA) Sami Partanen (Finsko) |

 Itálie sestoupila do I. divize

### Série B4 - C4
Všechny časy jsou místní (UTC-3), tj. SELČ-5.
| 9. květen 2008 | Slovinsko | 1 – 5                 | Slovensko | Halifax Metro Centre, Halifax |
| 16:30          | Slovinsko | (0 - 1, 1 - 4, 0 - 0) | Slovensko |                               |

|  |                           | Souhrn zápasu | |                                                                             |
|  | ------------------------- | ------------- | --- | --------------------------------------------------------------------------- |
|  | 34. M. Robar (A. Kopitar) |               | 3. R. Petrovický (L. Višňovský) 27. M. Hossa (J. Kolník) 31. A. Podkonický (M. Hossa 36. A. Kollár (D. Graňák) 37. I. Čiernik (A. Podkonický) | Diváků: 8 473 Rozhodčí: Christer Larking (Švédsko) Richard Schütz (Německo) |

| 10. květen 2008 | Slovensko | 4 – 3 po nájezdech           | Slovinsko | Halifax Metro Centre, Halifax |
| 20:15           | Slovensko | (1 - 0, 2 - 2, 0 - 1, 0 - 0) | Slovinsko |                               |

|  | | Souhrn zápasu |                                                                                         |                                                                         |
|  | --- | ------------- | --------------------------------------------------------------------------------------- | ----------------------------------------------------------------------- |
|  | 8. J. Kolník (L. Višňovský) 32. R. Petrovický (M. Hossa) 35. L. Višňovský (I. Čiernik) Rozhodující nájezd: L. Višňovský |               | 26. M. Manfreda (T. Razingar) 39. D. Rodman (J. Milovanovič) 56. A. Kopitar (D. Rodman) | Diváků: 9 156 Rozhodčí: Milan Minář (Česko) Marcus Vinnerborg (Švédsko) |

 Slovinsko sestoupilo do I. divize

## Play off

### Pavouk
|  | Čtvrtfinále 1 |               |               |  |      |              |              |              |  |               |               |               |   |
|  | E1            | Rusko         | 6             |  |      |              |              |              |  |               |               |               |   |
|  | E4            | Švýcarsko     | 0             |  |      | Semifinále 1 | Semifinále 1 | Semifinále 1 |  |               |               |               |   |
|  |               |               |               |  |      | ČTF1         | Rusko        | 4            |  |               |               |               |   |
|  | Čtvrtfinále 2 | Čtvrtfinále 2 | Čtvrtfinále 2 |  | ČTF2 | Finsko       | 0            |              |  |               |               |               |   |
|  | F2            | Finsko        | 3             |  |      |              |              |              |  |               |               |               |   |
|  | F3            | USA           | 2             |  |      |              |              |              |  | Finále        | Finále        | Finále        |   |
|  |               |               |               |  |      |              |              |              |  |               | VSF1          | Rusko         | 5 |
|  | Čtvrtfinále 3 | Čtvrtfinále 3 | Čtvrtfinále 3 |  |      |              |              |              |  |               | VSF2          | Kanada        | 4 |
|  | F1            | Kanada        | 8             |  |      |              |              |              |  |               |               |               |   |
|  | F4            | Norsko        | 2             |  |      | Semifinále 2 | Semifinále 2 | Semifinále 2 |  | Zápas o bronz | Zápas o bronz | Zápas o bronz |   |
|  |               |               |               |  |      | ČTF3         | Kanada       | 5            |  | PSF1          | Finsko        | 4             |   |
|  | Čtvrtfinále 4 | Čtvrtfinále 4 | Čtvrtfinále 4 |  | ČTF4 | Švédsko      | 4            |              |  | PSF2          | Švédsko       | 0             |   |
|  | E2            | Česko         | 2             |  |      |              |              |              |  |               |               |               |   |
|  | E3            | Švédsko       | 3             |  |      |              |              |              |  |               |               |               |   |

### Čtvrtfinále
Všechny časy jsou místní (Québec: UTC-4 - tj. SELČ-6; Halifax: UTC-3 - tj. SELČ-5).
| 14. květen 2008 | Česko | 2 – 3 po prodloužení         | Švédsko | Colisée Pepsi, Québec |
| 13:00           | Česko | (0 - 0, 1 - 1, 1 - 1, 0 - 1) | Švédsko |                       |

|  |  | Souhrn zápasu |  |                                                                  |
|  |  | ------------- |  | ---------------------------------------------------------------- |
|  |  |               |  | Rozhodčí: Daniel Piechaczek (Německo) Jyri Petteri Ronn (Finsko) |

| 14. květen 2008 | Kanada | 8 – 2                 | Norsko | Halifax Metro Centre, Halifax |
| 16:30           | Kanada | (2 - 1, 3 - 1, 3 - 0) | Norsko |                               |

|  |  | Souhrn zápasu |  |  |
|  |  | ------------- |  |  |
|  |  |               |  |  |

| 14. květen 2008 | Rusko | 6 – 0                 | Švýcarsko | Colisée Pepsi, Québec |
| 19:15           | Rusko | (5 - 0, 1 - 0, 0 - 0) | Švýcarsko |                       |

|  |  | Souhrn zápasu |  |  |
|  |  | ------------- |  |  |
|  |  |               |  |  |

| 14. květen 2008 | Finsko | 3 – 2 po prodloužení         | USA | Halifax Metro Centre, Halifax |
| 20:15           | Finsko | (1 - 0, 1 - 0, 0 - 2, 1 - 0) | USA |                               |

|  |  | Souhrn zápasu |  |  |
|  |  | ------------- |  |  |
|  |  |               |  |  |

### Semifinále
Všechny časy jsou místní (UTC-4), tj. SELČ-6.
| 16. květen 2008 | Finsko | 0 – 4                 | Rusko | Colisée Pepsi, Québec |
| 13:00           | Finsko | (0 - 1, 0 - 1, 2 - 0) | Rusko |                       |

|  |  | Souhrn zápasu |  |                                                                                     |
|  |  | ------------- |  | ----------------------------------------------------------------------------------- |
|  |  |               |  | Rozhodčí: Danny Kurmann Brent Reiber Čárový/í rozhodčí: Ivan Dědulja Sylvain Losier |

| 16. květen 2008 | Kanada | 5 – 4                 | Švédsko | Colisée Pepsi, Québec |
| 17:00           | Kanada | (1 - 1, 4 - 2, 0 - 1) | Švédsko |                       |

|  |  | Souhrn zápasu |  |                                                                                         |
|  |  | ------------- |  | --------------------------------------------------------------------------------------- |
|  |  |               |  | Rozhodčí: Rick Looker Jyri-Petteri Rönn Čárový/í rozhodčí: Stefan Fonselius Milan Novák |

### Zápas o bronz
Čas je místní (UTC-4), tj. SELČ-6.
| 17. květen 2008 | Finsko | 4 – 0                 | Švédsko | Colisée Pepsi, Québec |
| 15:00           | Finsko | (2 - 0, 0 - 0, 2 - 0) | Švédsko |                       |

|  |  | Souhrn zápasu |  |                                                                                          |
|  |  | ------------- |  | ---------------------------------------------------------------------------------------- |
|  |  |               |  | Rozhodčí: Guy Pellerin Daniel Piechaczek Čárový/í rozhodčí: Sylvain Losier Jurij Oskirko |

### Finále
Čas je místní (UTC-4), tj. SELČ-6.
| 18. květen 2008 | Kanada | 4 – 5 po prodloužení         | Rusko | Colisée Pepsi, Québec |
| 13:00           | Kanada | (3 - 1, 1 - 1, 0 - 2, 0 - 1) | Rusko |                       |

|  |  | Souhrn zápasu |  |                                                                                              |
|  |  | ------------- |  | -------------------------------------------------------------------------------------------- |
|  |  |               |  | Rozhodčí: Christer Lärking Marcus Vinnerborg Čárový/í rozhodčí: Peter Feola Stefan Fonselius |

## Konečné pořadí
| 72. | Mistrovství světa | Z | V | VP | PP | P | Skóre | B  | Soupisky |
| --- | ----------------- | - | - | -- | -- | - | ----- | -- | -------- |
| 1.  | Rusko             | 9 | 6 | 3  | 0  | 0 | 43:18 | 24 | soupiska |
| 2.  | Kanada            | 9 | 8 | 0  | 1  | 0 | 52:21 | 25 | soupiska |
| 3.  | Finsko            | 9 | 5 | 2  | 0  | 2 | 26:20 | 19 | soupiska |
| 4.  | Švédsko           | 9 | 4 | 1  | 0  | 4 | 39:27 | 14 | soupiska |
| 5.  | Česko             | 7 | 3 | 1  | 2  | 1 | 29:19 | 13 | soupiska |
| 6.  | USA               | 7 | 4 | 0  | 1  | 2 | 32:17 | 13 | soupiska |
| 7.  | Švýcarsko         | 7 | 4 | 0  | 0  | 3 | 20:22 | 12 | soupiska |
| 8.  | Norsko            | 7 | 1 | 0  | 1  | 5 | 11:33 | 4  | soupiska |
| 9.  | Bělorusko         | 6 | 1 | 0  | 3  | 2 | 16:19 | 6  | soupiska |
| 10. | Německo           | 6 | 2 | 0  | 0  | 4 | 17:29 | 6  | soupiska |
| 11. | Lotyšsko          | 6 | 2 | 0  | 0  | 4 | 11:19 | 6  | soupiska |
| 12. | Dánsko            | 6 | 1 | 1  | 0  | 4 | 15:28 | 5  | soupiska |
| 13. | Slovensko         | 5 | 2 | 1  | 0  | 2 | 18:12 | 8  | soupiska |
| 14. | Francie           | 5 | 2 | 0  | 0  | 3 | 11:22 | 6  | soupiska |
| 15. | Slovinsko         | 5 | 0 | 0  | 1  | 4 | 6:22  | 1  | soupiska |
| 16. | Itálie            | 5 | 0 | 0  | 0  | 5 | 11:29 | 0  | soupiska |

## Statistiky

### Kanadské bodování
| Hráč              | Záp. | Bra. | Přih.. | Body | +/- | Tr.min. | Poz. |
| ----------------- | ---- | ---- | ------ | ---- | --- | ------- | ---- |
| Dany Heatley      | 9    | 12   | 8      | 20   | +13 | 4       | ÚT   |
| Ryan Getzlaf      | 9    | 3    | 11     | 14   | +10 | 10      | ÚT   |
| Rick Nash         | 9    | 6    | 7      | 13   | +9  | 6       | ÚT   |
| Alexandr Sjomin   | 9    | 6    | 7      | 13   | +11 | 8       | ÚT   |
| Mattias Weinhandl | 9    | 5    | 8      | 13   | +9  | 2       | ÚT   |
| Alexandr Ovečkin  | 9    | 6    | 6      | 12   | +11 | 8       | ÚT   |
| Sergej Fjodorov   | 9    | 5    | 7      | 12   | +10 | 8       | ÚT   |
| Mike Green        | 9    | 4    | 8      | 12   | +2  | 2       | OB   |
| Phil Kessel       | 7    | 6    | 4      | 10   | +4  | 6       | ÚT   |
| Derek Roy         | 9    | 5    | 5      | 10   | +4  | 6       | ÚT   |
| Patrick Kane      | 7    | 3    | 7      | 10   | 0   | 0       | ÚT   |
| Martin St. Louis  | 9    | 2    | 8      | 10   | +4  | 0       | ÚT   |
| Tomáš Kaberle     | 7    | 1    | 9      | 10   | +1  | 0       | OB   |

### Střelci
| Hráč             | Zápasy | Branky | Střely | % úsp. | Pozice |
| ---------------- | ------ | ------ | ------ | ------ | ------ |
| Dany Heatley     | 9      | 12     | 40     | 30.00  | ÚT     |
| Patrik Eliáš     | 7      | 6      | 29     | 20.69  | ÚT     |
| Phil Kessel      | 7      | 6      | 14     | 42.86  | ÚT     |
| Patric Hornqvist | 9      | 6      | 38     | 15.79  | ÚT     |
| Rick Nash        | 9      | 6      | 36     | 16.67  | ÚT     |
| Alexandr Ovečkin | 9      | 6      | 42     | 14.29  | ÚT     |
| Alexandr Sjomin  | 9      | 6      | 36     | 16.67  | ÚT     |

### Nejlepší brankáři
(Jen brankaři kteří odehráli minimálně 40 % minut za svůj tým.)
| Hráč             | Minuty | Zápasy | Góly obdrž. | Góly prům. | Zásahy | %úspěšnost |
| ---------------- | ------ | ------ | ----------- | ---------- | ------ | ---------- |
| Robert Esche     | 198:03 | 4      | 7           | 2.12       | 102    | 93.14      |
| Jevgenij Nabokov | 302:42 | 5      | 9           | 1.78       | 126    | 92.86      |
| Pascal Leclaire  | 240:00 | 4      | 8           | 2.00       | 107    | 92.52      |
| Niklas Bäckström | 483:22 | 8      | 17          | 2.11       | 218    | 92.20      |
| Vitalij Koval    | 370:49 | 6      | 19          | 3.07       | 217    | 91.2       |
| Cristobal Huet   | 250:00 | 5      | 15          | 3.60       | 169    | 91.12      |
| Henrik Lundqvist | 283:15 | 5      | 14          | 2.97       | 157    | 91.08      |
| Edgars Masaļskis | 320:42 | 6      | 18          | 3.37       | 200    | 91.00      |

### Nejtrestanější hráči
| Hráč          | Zápasy | Tr.minut | Pozice |
| ------------- | ------ | -------- | ------ |
| Ilja Kovalčuk | 7      | 52       | ÚT     |
| Matt Greene   | 7      | 38       | OB     |
| Anssi Salmela | 8      | 37       | OB     |
| David Backes  | 6      | 35       | ÚT     |
| Niclas Wallin | 7      | 33       | ÚT     |